# Kotjebi
Kotjebi, kotchebi lub ggotjebi (Hangul: 꽃제비; MOTC: kkotjebi; MR: kkotchebi) – termin odnoszący się do grup bezdomnych dzieci, głównie sierot, w Korei Północnej.

## Pochodzenie nazwy
Termin pochodzi prawdopodobnie z języka koreańskiego i jest kombinacją słów 꽃 (kwieciste) i 제비 (jaskółki). Najprawdopodobniej nazwa jaskółki została nadana dlatego, że dzieci te muszą stale wędrować w różne miejsca i szukać pożywienia i materiałów na schronienie, podobnie jak jaskółki stale latają tam i z powrotem w poszukiwaniu pożywienia dla młodych lub gałązek i innych materiałów do budowy gniazda. Termin ten jest powszechnie znany w Korei Północnej, jednak nie jest oficjalnie stosowany w żadnych dokumentach państwowych. Inne źródła podają, że słowo to pochodzi z języka rosyjskiego.

## Genezakotjebi
Zjawisko grup osieroconych dzieci w Korei Północnej zaczęło występować masowo po raz pierwszy na skutek wielkiej klęski głodu, która nawiedziła ten kraj w latach 1995-1999 i spowodowała śmierć wielu ludzi. W celu zapewnienia warunków do życia tym dzieciom, rząd północnokoreański postanowił założyć specjalnie na ten cel obozy dziecięce, które były tak naprawdę porzuconymi i zniszczonymi budynkami. Z powodu słabych warunków życia, wiele dzieci zmarło na skutek niedożywienia i ich sytuacja wcale nie uległa poprawie; spowodowało to, że liczba kotjebi paradoksalnie nie zmniejszyła się - coraz więcej dzieci, chcąc przeżyć, uciekało z obozów i próbowało żyć na ulicy.

## Życiekotjebi
Większość dnia dzieci należących do kotjebi wypełnia poszukiwanie czegokolwiek do zjedzenia. Łączą się więc w grupki, aby żebrać lub kraść. Są to głównie bardzo młode dzieci, większość z nich nie ma więcej niż osiem lat. Spotykane są na dworcach i targowiskach w całej Korei Północnej. Wiele z nich zjada tylko jeden posiłek dziennie. Ich dieta składa się z tego, co uda im się wyżebrać, zebrać lub ukraść - często są to korzonki traw, nasiona dzikich zbóż lub resztki jedzenia pozostawione przez ludzi, np. zapleśniałe ziarna ryżu. 
Grupy kotjebi, które żyją w stolicy kraju, Pjongjangu, są zazwyczaj bacznie obserwowane przez policję, która próbuje walczyć z tym zjawiskiem rozpędzając i często aresztując dzieci. Poza stolicą kotjebi są pozostawiane bez żadnego nadzoru.